# Werenfried van Straaten
Padre Werenfried (Philipp) van Straaten O. Praem., noto anche con lo pseudonimo di Bacon Priest (Mijdrecht, 17 gennaio 1913 – Bad Soden am Taunus, 31 gennaio 2003), è stato un presbitero olandese facente parte dell'ordine dei canonici regolari premostratensi.

## Biografia
È conosciuto per il suo lavoro in campo umanitario, in particolare come fondatore della associazione cattolica internazionale Aiuto alla chiesa che soffre. Nato a Mijdrecht, nei Paesi Bassi, intendendo originariamente diventare insegnante, si iscrisse all'Università di Utrecht nel 1932. Nel 1934 entrò nella Abbazia di Tongerlo dell'Ordine dei Norbertini (scegliendo Werenfried come nome religioso in onore di un santo germanico medievale), dove diventò il segretario dell'Abate, dopo un attacco di tubercolosi che lo rese troppo debole per il lavoro missionario.
Salì all'attenzione del pubblico nel Natale del 1947, quando scrisse un articolo intitolato "Pace sulla terra? Non c’è posto alla locanda" in cui fece appello a tutti i fedeli per aiutare i quattordici milioni di civili tedeschi espulsi dai territori dell'est alla fine della Seconda Guerra Mondiale, dei quali sei milioni erano Romani Cattolici. Questi espulsi e rifugiati risiedevano in campi molto primitivi, principalmente ex campi di concentramento nazisti o campi di prigionia degli Alleati, situati nelle zone di occupazione occidentali della Germania e, in minor parte, nei Paesi Bassi e in Belgio, soffrendo di malnutrizione e mancanza di assistenza sanitaria.
La risposta all'articolo di Van Straaten fu inaspettatamente generosa, dimostrando che la carità esisteva ancora e l'odio verso gli ex nemici andava diminuendo.
Si è guadagnato il soprannome di "Padre Lardo" (in tedesco "Speckpater") per i suoi molti appelli agli agricoltori olandesi e fiamminghi affinché donassero cibo per i profughi tedeschi evacuati nelle tre zone di occupazione occidentali (inglese, americana e francese). Alle sue esortazioni i contadini risposero generosamente, facendo pervenire ai profughi affamati considerevoli quantità di pancetta affumicata.
Questa prima attività portò alla formazione dell'associazione Aiuto alla chiesa che soffre (Kirche in Not), con quartier generale a Königstein im Taunus, in Germania. Dal 1950 fu attivo in attività di soccorso di stampo cattolico in tutto il mondo, attraverso appelli nelle chiese, conferenze pubbliche, e il suo notiziario, The Mirror, che cominciò a pubblicare nel 1953. Scrisse anche alcuni libri ("They Call Me The Bacon Priest", 1961).
Negli ultimi anni di vita fu attivo in dimostrazioni e comizi contro l'aborto in Europa occidentale e negli Stati Uniti.
Morì il 31 gennaio 2003 a Bad Soden in Germania, all'età di 90 anni.

## Pubblicazioni
- Werenfried van Straaten, They call me the bacon priest, Haarlem: N.V. Drukkerij de Spaarnestad, 1961, OCLC 7045205.
- Werenfried van Straaten, Dove Dio piange, Città Nuova Editrice
- Werenfried van Straaten, Mi chiamano Padrelardo, Città Nuova Editrice